# Stogniewice
Stogniewice (deutsch Herzberg) ist eine Ortschaft mit einem Schulzenamt der Stadt-und-Land-Gemeinde Rychtal im Powiat Kępiński der Woiwodschaft Großpolen in Polen.

## Geschichte

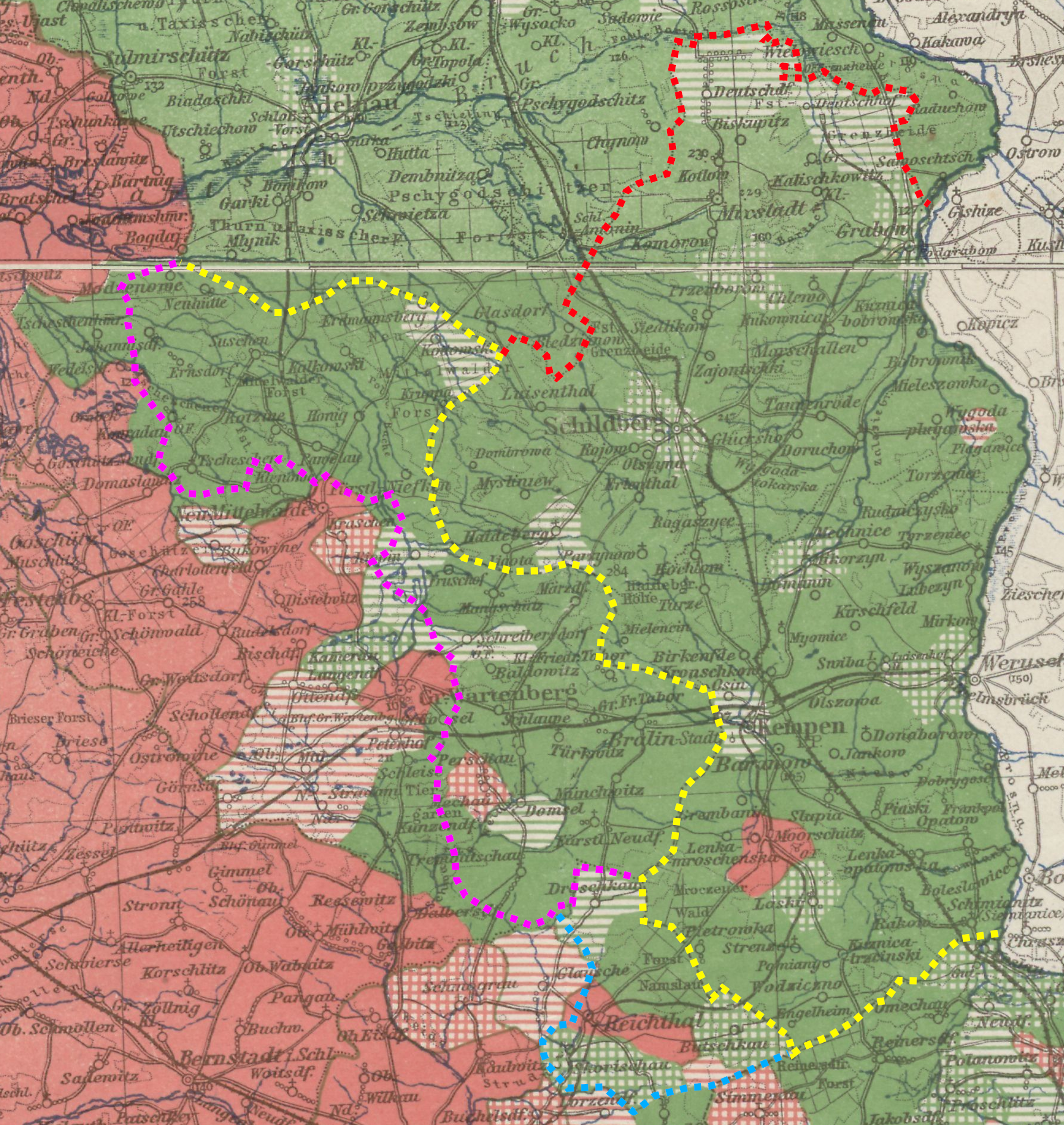
Sprachkarte aus dem Jahr 1910: gelbe gestrichelte Linie: schlesisch-großpolnische Grenze, blaue gestrichelte Linie: Reichthaler Ländchen

Der Ort wurde im Jahr 1770 im Zuge der Friderizianischen Kolonisation durch deutsche Siedler aus Sachsen gegründet und wurde nach dem Grafen Ewald Friedrich von Hertzberg benannt. In der polnischen Sprache zunächst als Herzberk (1820) adaptiert, dann in Polen als Stogniewice benannt (nach dem Personennamen Stogniew mit dem Suffix -ice).
Herzberg gehörte von 1818 bis 1920 dem schlesischen Landkreis Namslau an. Mit dem überwiegend polnischsprachigen Reichthaler Ländchen wurde Stogniewice 1921 ohne Volksabstimmung vom Deutschen Reich an das wiedergegründete Polen abgetreten. Seitdem ist Stogniewice mit der Woiwodschaft Posen bzw. Großpolen verbunden, zunächst im Powiat Kępiński.
Im Jahr 1921 gab es in der Gemeinde Stogniewice im Powiat Kępno 47 Häuser mit 283 Einwohnern, 252 gaben eine deutsche und 31 eine polnische Nationalität an, 110 waren römisch-katholisch, 173 evangelisch.
Beim Überfall auf Polen 1939 wurde das Gebiet von den Deutschen besetzt und dem Landkreis Kempen im Reichsgau Wartheland zugeordnet. Nach dem Krieg verließ die Mehrheit der Dorfbevölkerung den Ort.
Von 1975 bis 1998 gehörte Stogniewice zur Woiwodschaft Kalisz.